# Esteban Mascareña
Esteban Damián Mascareña Sánchez (* 17. Mai 1995 in Montevideo) ist ein uruguayischer Fußballspieler.

## Karriere
Der Abwehrspieler Mascareña spielte von 2010 bis 2012 in der Nachwuchsmannschaft (Formativas) von Bella Vista. In jenem Jahr schloss er sich Boston River an, wo er bis 2015 ebenfalls dem Nachwuchsteam angehörte. 2015 wechselte er zur Reserve River Plate Montevideos. Bereits am 13. Februar 2016 und somit in der Saison 2015/16 gehörte er im Spiel der Profimannschaft gegen Nacional Montevideo erstmals zum Spieltagskader, wurde allerdings nicht eingesetzt. Er debütierte schließlich am 5. Juni 2016 in der Primera División, als er von Trainer Juan Ramón Carrasco am 15. Spieltag der Clausura bei der 0:2-Auswärtsniederlage gegen Villa Teresa in die Startelf beordert wurde. Dies blieb sein einziger Saisoneinsatz. Während der Saison 2016 kam er dreimal (kein Tor) in der Liga zum Einsatz.